# Culicidospora gravida
Culicidospora gravida är en svampart som beskrevs av R.H. Petersen 1963. Culicidospora gravida ingår i släktet Culicidospora, divisionen sporsäcksvampar och riket svampar.   Inga underarter finns listade i Catalogue of Life.